# Горазд (Павлик)
Гора́зд Пра́жский (в миру Матей Па́влик, чеш. Matěj Pavlík; 26 мая 1879, Груба Врбка, Австро-Венгрия — 4 сентября 1942, Прага, Протекторат Богемии и Моравии) — первый предстоятель вновь образованной Чехословацкой православной церкви в юрисдикции Сербской православной церкви. После организованного британским правительством покушения 27 мая 1942 года на и. о. рейхспротектора Богемии и Моравии Рейнхарда Гейдриха был арестован и расстрелян.
Новомученик, канонизирован в Православной церкви Чешских земель и Словакии (память совершается 22 августа по юлианскому календарю), а также в Сербской церкви.

## Биография
Матей Павлик третий ребенок в католической семье, родился 26 мая 1879 года в моравской деревне Груба Врбка.
С отличием окончил Государственную немецкую гимназию в Кромержиже (1898) и богословский факультет Оломоуцкого университета (1902). Самостоятельно изучил церковнославянский язык, в 1900 году посетил Киев, чтобы ознакомиться с богослужением Русской церкви.
5 июля 1902 года католическим архиепископом Оломоуцким Теодором Когном рукоположён во иерея.
После Первой мировой войны в Чехословакии католическая церковь, ассоциировавшаяся с австрийским правлением, переживала кризис. Когда доктор Карел Фарский в 1920 году провозгласил создание национальной Чехословацкой гуситской церкви, Матей Павлик присоединился к этой церкви и отслужил первую литургию на чешском языке на городской площади в Кромержиже. 3 сентября 1920 года он был отлучён от католической церкви.
Однако вскоре между Павликом и Фарским возникли разногласия, поскольку Фарский ориентировался на историческое движение гуситов, идеи которого заметно модернизировал, тогда как Павлик стал склоняться к православию и выражать симпатию к Сербской православной церкви.
21 сентября 1921 года в сербском православном монастыре Крушедол пострижен в монашество с именем Горазд в честь Горазда, ученика святого равноапостольного Мефодия. 22 сентября в монастыре Гргетег возведён в сан игумена, а вечером того же дня в монастыре Хопово — в сан архимандрита.
24 сентября 1921 года в Белграде наречён во епископа Моравско-Силезского.
25 сентября хиротонисан во епископа Моравско-Силезского. Хиротонию совершили патриарх Сербский Димитрий, митрополит Киевский и Галицкий Антоний (Храповицкий), митрополит Скоплянский Варнава (Росич), епископ Нишский Досифей (Васич) и епископ Битольский Иосиф (Цвийович).
Однако только 21 июня 1924 года состоялся окончательный разрыв Павлика с Чехословацкой гуситской церковью, из которой он окончательно вышел и основал свою собственную православную юрисдикцию в относительно номинальном подчинении у Сербского патриархата.
В течение последующих двух десятилетий епископ Горазд и его сподвижники активно возрождали православие в Чехословакии. Они построили одиннадцать церквей и две часовни, занимались переводом богослужебной литературы на чешский язык.
В условиях гитлеровской оккупации 28 мая 1941 года обратился к архиепископу Берлинскому Серафиму (Ляде), находившемуся в юрисдикции Русской православной церкви заграницей (РПЦЗ), с просьбой принять Чешскую православную епархию (20 приходов и около 25 тысяч верующих) «под своё архипастырское попечение, заботу и защиту, как в отношении церковном, так и государственно-политическом». Архиепископ Серафим изъявил согласие, и в Устав Чешской православной епархии было внесено соответствующее дополнение. Впоследствии епископ Горазд получал от РПЦЗ миро и антиминсы.
Во время покушения 27 мая 1942 года на и. о. рейхспротектора Богемии и Моравии Рейнхарда Гейдриха находился в Берлине. Непосредственно после покушения агенты-ликвидаторы укрылись в крипте православного кафедрального собора святых Кирилла и Мефодия в Праге. Однако после боя с эсэсовцами, открывшими место их убежища, агенты были вынуждены застрелиться. Члены соборного клира, укрывшие убийц Гейдриха, были арестованы. Епископ Горазд, вернувшийся в Прагу, заявил, что готов разделить наказание, которое понесут его клирики, после чего был арестован и расстрелян вместе со старостой и священством своего кафедрального собора. Чешская православная церковь была запрещена, её имущество конфисковано, храмы закрыты, духовенство подвергнуто арестам и заключениям.

## Реабилитация и прославление

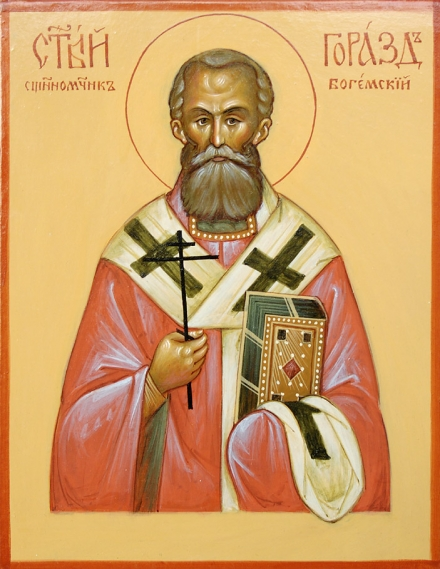
Икона. Священномученик Горазд Богемский, Закарпатье, 2012

После освобождения Чехии в мае 1945 года Чешская православная церковь была восстановлена, а 28 сентября того же года её казнённые клирики были посмертно награждены крестом «In memoriam». Именем святителя Горазда названы площади и улицы в Праге, Оломоуце, Брно и других городах, кафедральный собор Оломоуцкой епархии.
4 мая 1961 года епископа Богемского Горазда прославила в лике новомучеников Сербская православная церковь (память — 22 августа [4 сентября]), а 24 августа 1987 года — Чехословацкая церковь (канонизация состоялась в оломоуцком соборе во имя святого Горазда).
В 1992 году на родине епископа Горазда в Грубе Врбке был основан мужской монастырь.

## Примечания

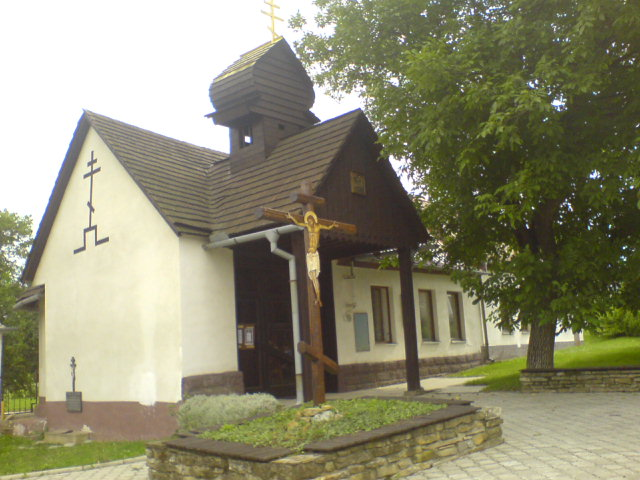
Православный монастырь Святого Горазда